# Aeroportul Aurora State
Aeroportul Aurora State (IATA: UAO, ICAO: KUAO, FAA LID: UAO) este un aeroport din Oregon, Statele Unite ale Americii ce deservește zona Aurora⁠(d). Aeroportul a fost tranzitat în 2019 de 38 de pasageri. A fost numit după zona deservită.
Situat la o altitudine de 61 m, aeroportul dispune de 1 pistă. Este operat de Oregon Department of Aviation⁠(d).

## Infrastructură

### Piste
Aeroportul dispune de o singură pistă. Pista 17/35 are suprafața de asfalt și dimensiunile 5.004 picioare × 100 picioare. 